# マンデーミュージックバード
マンデーミュージックバードは、ラジオ関西の音楽番組。毎週月曜日17:55~19:30の範囲内で放送されていた。
この番組は月曜日は番組編成の都合上、野球シーズン中（年度上半期）のナイター中継、並びにシーズンオフ（同下半期）の帯ワイド番組が原則として放送できない関係の代わりの番組としてスタートした。一応17:55~19:30の範囲内となっているが、この時間帯では随時単発番組や毎月1回放送の県内自治体広報などの番組（主として19時台）が実施される関係から放送時間は週によって短くなったり、休止になったりすることもある。
2006年度のナイターオフより、この番組は(一時的に)終了し、名曲☆ラジオ☆関西の枠となった。

## 同枠で行われる月1回放送の番組
- 毎月第1週　広報こうべ探検隊（19:15～19:30）
- 毎月第2週　阪神みち・まちネット（19:10～19:30）
- 毎月第4週　新播磨風土記（19:00～19:30）

## 同枠での単発番組の編成例
- 著名歌手の兵庫県内で開かれたコンサートの録音中継
- 県内各地での祭事で開かれたイベントの録音中継
- ハッピードリーム・歌の贈り物（宝くじ関連の情報とゲスト歌手のミニステージ）
- 青春ラジメニアの公開録音スペシャル番組や週刊!アニたま日曜日の振り替え放送（FIFAワールドカップ2006日本代表出場試合戦全民放ラジオ同時中継による放送日･時間移動）などアニたま.どっとコム関係の特別番組。
- ハイスクールGO太!!（衆議院・参議院の選挙開票特別番組放送による放送日･時間移動）の振り替え放送。